# Micro-région de Sopron–Fertőd
La micro-région de Sopron–Fertőd (en hongrois : Sopron–Fertődi kistérség) est une micro-région statistique hongroise rassemblant plusieurs localités autour de Sopron.